# Hans Bekkevold
Hans Frederik August Bekkevold (10. oktober 1837 i Vejle – 30. juli 1905 i Hellerup) var brygmester på Tuborgs Fabrikker.
Bekkevold var søn af købmand Balthazar Bekkevold (født i Moss i Norge) og Marie Cathrine Woldemar. Han var uddannet dels i Norge på Elverums Bryggeri, dels i Tyskland. Han var ansat på Christiansands Bryggeri i Kristiansand i Norge, da han af Philip W. Heyman blev hentet til det nystartede aktieselskab Tuborgs Fabrikker i 1874. Selskabet havde planer om at starte et bajersk eksportbryggeri. Han stod for den tekniske opbygning af bryggeriet. Han blev ledende brygmester, til han trak sig tilbage pga. sygdom i 1904.
Bekkevold lancerede flere af Tuborgs kendte mærker: Tuborg Lagerøl i 1875, der nu kaldes Rød Tuborg. Tuborg pilsner, den første pilsnerøl i Danmark 1880; Grøn Tuborg og Guld Tuborg i 1896. Under hans ledelse voksede bryggeriet fra 5000 tønder øl til 200.000 tønder øl om året.
Han er gengivet på P.S. Krøyers maleri Industriens mænd. Desuden er Bekkevold malet af Georg Seligmann sammen med Benny Dessau og driftsinspektørerne Wiibroe og Peters (1898, Carlsberg Museum)
Han var gift med Marie Christiane født Michelsen. Bekkevold og hustru er begravet på Gentofte Kirkegård, hvor hans gravmonument er tegnet af Thorvald Bindesbøll, og vejen Hans Bekkevolds Allé i Tuborg Nord-området er opkaldt efter ham.